# 小行星2306
小行星2306（2306 Bauschinger）是一颗绕太阳运转的小行星，为主小行星带小行星。该小行星于1939年8月15日发现。
該小行星以德國天文學家尤利烏斯·包辛格命名。

## 轨道参数
小行星2306的轨道半长轴为2.7315928 UA，离心率为0.061。